# Eric Roth
Eric Roth (New York, 22 maart 1945) is een Amerikaans scenarioschrijver. In 1995 won hij met Forrest Gump (1994) de Oscar voor beste bewerkte scenario.

## Biografie
Eric Roth werd in 1945 geboren in New York als de zoon van Miriam "Mimi" Wolf en Leon Roth. Hij groeide op in een van de weinig overgebleven joodse gezinnen in de New Yorkse wijk Bedford-Stuyvesant. In zijn jeugd leerde hij boksen.
Zijn vader Leon Roth, die in 2006 overleed, was in de jaren 1950 en '60 bij United Artists verantwoordelijk voor de publiciteitscampagnes van bekende films als Some Like It Hot (1959), The Apartment (1960) en West Side Story (1961). Na zijn carrière bij de studio werd hij een onafhankelijk filmproducent en gaf hij les aan de filmschool van de Universiteit van Zuid-Californië (USC). Zijn moeder Mimi Wolf, die in 2002 overleed, was een scenarioschrijfster voor de radio, studiobaas en onderwijzeres. In de jaren 1960 werd ze bij United Artists een van de eerste vrouwen in Hollywood die het tot het management van een grote filmstudio schopte.
In 1966 behaalde hij aan de Universiteit van Californië in Santa Barbara (UCSB) een diploma in de studierichting Engels. Nadien studeerde hij ook aan de Columbia-universiteit en de Universiteit van Californië in Los Angeles (UCLA). Aan de filmafdeling van UCLA behaalde hij een master. Tijdens zijn studies in Los Angeles won hij ook de Samuel Goldwyn Writing Award en raakte hij bevriend met medestudent en zanger Jim Morrison.
Roth is een van de mensen die in de jaren 2000 opgelicht werd door de Ponzifraude van Bernie Madoff.

## Carrière
Roth begon zijn carrière als schrijver voor tijdschriften. Eind jaren 1960 was hij in New York actief in het milieu van de experimentele film.
Na zijn studies werd zijn script voor The Nickel Ride verfilmd door regisseur Robert Mulligan. De misdaadfilm ging in 1974 op het filmfestival van Cannes in première. In de daaropvolgende jaren werkte hij als scenarioschrijver mee aan boekverfilmingen als The Drowning Pool (1975), One Flew Over the Cuckoo's Nest (1975) en The Onion Field (1979). Voor zijn bijdrages kreeg hij geen officiële vermelding in de credits.
In 1992 bedacht hij samen met Tony Spiridakis de muzikale dramaserie The Heights voor Fox. Nadien schreef hij Forrest Gump (1994), een tragikomische film die bekroond werd met de Oscar voor beste film en Roth zelf de Oscar voor beste bewerkte scenario opleverde.
In de daaropvolgende jaren groeide Roth uit tot een van de meest succesvolle scenarioschrijvers in Hollywood. Zo werkte hij met regisseurs Michael Mann, Steven Spielberg en David Fincher samen aan respectievelijk The Insider (1999), Munich (2005) en The Curious Case of Benjamin Button (2008), waarvoor hij telkens genomineerd werd voor een Oscar. In 2019 ontving hij voor zijn script van de musicalremake A Star Is Born (2018) een vijfde Oscarnominatie.
Naast film schrijft en produceert Roth ook televisieseries. Zo schreef hij in 2012 de seizoensfinale van het eerste (en enige seizoen) van de HBO-misdaadserie Luck. Van 2013 tot 2016 was hij als uitvoerend producent betrokken bij de Netflix-serie House of Cards.

## Filmografie

### Film
- To Catch a Pebble (1970)
- The Nickel Ride (1974)
- The Concorde... Airport '79 (1979)
- Suspect (1987)
- Memories of Me (1988)
- Mr. Jones (1993)
- Forrest Gump (1994)
- The Postman (1997)
- The Horse Whisperer (1998)
- The Insider (1999)
- Ali (2001)
- Munich (2005)
- The Good Shepherd (2006)
- Lucky You (2007)
- The Curious Case of Benjamin Button (2008)
- Extremely Loud & Incredibly Close (2011)
- A Star Is Born (2018)
- Dune (2021)

### Televisie
Als scenarist
- The Strangers in 7A (1972) (tv-film)
- The Heights (1992)
- Jane's House (1994) (tv-film)
- Luck (2012)

Als uitvoerend producent
- Luck (2011–2012)
- House of Cards (2013–2016)
- Berlin Station (2016–2018)
- The Alienist (2018)

## Prijzen en nominaties
| Film                                       | Categorie               | Uitslag        |
| Academy Awards                             | Academy Awards          | Academy Awards |
| ------------------------------------------ | ----------------------- | -------------- |
| Forrest Gump (1994)                        | Beste bewerkte scenario | Gewonnen       |
| The Insider (1999)                         | Beste bewerkte scenario | Genomineerd    |
| Munich (2005)                              | Beste bewerkte scenario | Genomineerd    |
| The Curious Case of Benjamin Button (2008) | Beste bewerkte scenario | Genomineerd    |
| A Star Is Born (2018)                      | Beste bewerkte scenario | Genomineerd    |
| BAFTA Awards                               |                         |                |
| Forrest Gump (1994)                        | Beste bewerkte scenario | Genomineerd    |
| The Curious Case of Benjamin Button (2008) | Beste bewerkte scenario | Genomineerd    |
| A Star Is Born (2018)                      | Beste bewerkte scenario | Genomineerd    |
| Golden Globes                              |                         |                |
| Forrest Gump (1994)                        | Beste scenario          | Genomineerd    |
| The Insider (1999)                         | Beste scenario          | Genomineerd    |
| Munich (2005)                              | Beste scenario          | Genomineerd    |
| The Curious Case of Benjamin Button (2008) | Beste scenario          | Genomineerd    |
| Emmy Awards                                |                         |                |
| House of Cards (2013)                      | Beste dramaserie        | Genomineerd    |
| House of Cards (2014)                      | Beste dramaserie        | Genomineerd    |
| House of Cards (2015)                      | Beste dramaserie        | Genomineerd    |
| House of Cards (2016)                      | Beste dramaserie        | Genomineerd    |
| House of Cards (2017)                      | Beste dramaserie        | Genomineerd    |
| The Alienist (2018)                        | Beste miniserie         | Genomineerd    |